# Communauté de communes Val d’Or et Forêt
Die Communauté de communes Val d’Or et Forêt ist ein ehemaliger französischer Gemeindeverband mit der Rechtsform einer Communauté de communes im Département Loiret in der Region Centre-Val de Loire. Sie wurde am 18. Dezember 2002 gegründet und umfasste zuletzt sieben Gemeinden. Der Verwaltungssitz befand sich im Ort Bonnée.

## Historische Entwicklung
Mit Wirkung vom 1. Januar 2017 fusionierte der Gemeindeverband mit der Communauté de communes du Sullias und bildete so die Nachfolgeorganisation Communauté de communes du Val de Sully.

## Ehemalige Mitgliedsgemeinden
1. Bonnée
2. Les Bordes
3. Bray-Saint-Aignan (Commune nouvelle)
4. Dampierre-en-Burly
5. Germigny-des-Prés
6. Ouzouer-sur-Loire
7. Saint-Benoît-sur-Loire